# باتريك نيلسن هايدن
باتريك نيلسن هايدن (بالإنجليزية: Patrick Nielsen Hayden)‏ هو كاتب مقالات وصحفي أمريكي، ولد في 2 يناير 1959 في لانسنغ في الولايات المتحدة.

## وصلات خارجية
- الموقع الرسمي
- باتريك نيلسن هايدن على موقع ميوزك برينز (الإنجليزية)